# Carl Scarborough
 Carl Scarborough  (Benton, Illinois, 3 de juliol de 1914 - Indianapolis, 30 de maig de 1953) va ser un pilot de curses automobilístiques estatunidenc.
Va córrer a la Champ Car a les temporades 1951-1953 incloent-hi la cursa de les 500 milles d'Indianapolis d'aquests anys. Morí el 30 de maig de 1953 d'un cop de calor després de disputar la cursa d'Indianapolis.

## Resultats a la Indy 500
| Any    | Cotxe  | Sortida | Vel. mitja | Ranking | Final  | Voltes | V. líder | Retirat     |
| ------ | ------ | ------- | ---------- | ------- | ------ | ------ | -------- | ----------- |
| 1951   | 73     | 15      | 135.614    | 4       | 18     | 100    | 0        | Eix         |
| 1953   | 73     | 19      | 135.936    | 21      | 12     | 190    | 0        | A 10 voltes |
| Totals | Totals | Totals  | Totals     | Totals  | Totals | 290    | 0        |             |

| Curses       | 2 |
| Poles        | 0 |
| Voltes líder | 0 |
| Victòries    | 0 |
| Top 5        | 0 |
| Top 10       | 0 |
| Retirades    | 1 |

## A la F1
El Gran Premi d'Indianapolis 500 va formar part del calendari del campionat del món de la Fórmula 1 entre les temporades 1950 a la 1960.
Els pilots que competien a la Indy durant aquests anys també eren comptabilitats pel campionat de la F1.
Carl Scarborough va participar en dues curses de F1, debutant al Gran Premi d'Indianapolis 500 del 1951.

### Palmarès a la F1
- Participacions: 2
- Poles: 0
- Voltes Ràpides: 0
- Victòries: 0
- Pòdiums: 0
- Punts vàlids per la F1: 0